# 福村 (默尔特-摩泽尔省)
福村（法語：Faulx，法語發音：[fo]）是法国默尔特-摩泽尔省的一个市镇，属于南锡区。

## 地理
福村（48°47'35"N, 6°11'53"E）面积17.2 平方千米，位于法国大東部大區默尔特-摩泽尔省，该省份为法国东北部内陆省份，是洛林的一部分，北邻比利时、卢森堡，北起顺时针与摩泽尔省、下莱茵省、孚日省和默兹省接壤。
与福村接壤的市镇（或旧市镇、城区）包括：贝洛、布克西耶尔欧谢讷、布克西耶尔欧达姆、布拉特、屈斯蒂讷、厄尔蒙、莱圣克里斯托夫、马勒卢瓦、蒙特努瓦、锡夫里。

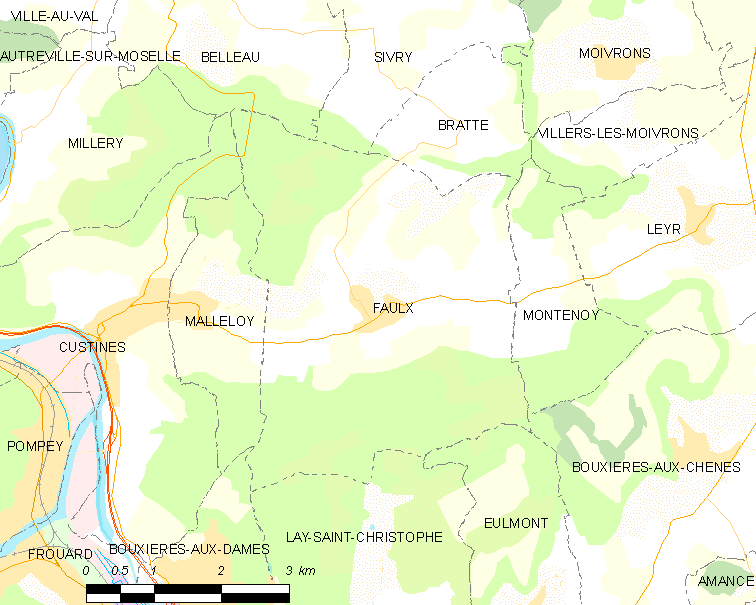
的OSM定位图

福村的时区为UTC+01:00、UTC+02:00（夏令时）。

## 行政
福村的邮政编码为54760，INSEE市镇编码为54188。

## 政治
福村所属的省级选区为塞耶-默尔特河间县。

## 人口

1962-2008年间人口变化图示

福村于2022年1月1日时的人口数量为1391人。